# Filip Ludvík ze Sinzendorfu
Filip Ludvík ze Sinzendorfu (německy Philipp Ludwig von Sinzendorf, 14. července 1699, Paříž – 28. září 1747, Vratislav) byl německý šlechtic z rodu Sinzendorfů, biskup rábský, kníže-biskup vratislavský a kardinál.

## Život
Byl vychován v jezuitské koleji v Římě. Vlivem svého otce, rakouského státního kancléře Filipa Ludvíka ze Sinzendorfu se v roce 1727 (ve 25 letech) stal kardinálem a o rok později biskupem v Rábu. V roce 1732 obdržel titul knížete-biskupa ve Vratislavi. V roce 1733 založil mezi Ždírcem a Polnou novou ves pro německé osadníky a nazval ji podle sebe – Philippsdorf (dnes Filipovské Chaloupky).
Účastnil se dvou konkláve. Poprvé v roce 1730, při níž byl zvolen papežem Klement XII. a podruhé v roce 1740, kdy byl papežem zvolen Benedikt XIV.
Roku 1733 si vybral za svého dvorního malíře Felixe Antonína Schefflera, který mj. vymaloval jeho rezidenci ve Vratislavi.
Byl ctitelem sv. Jana Nepomuckého.